# Mikhael Glykas

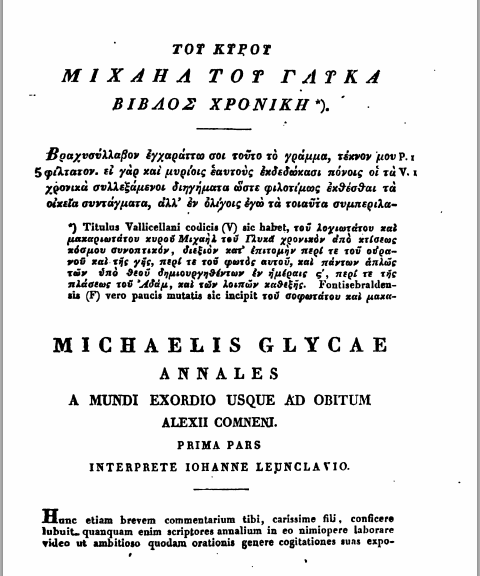
Tiểu luận của Mikhail Glik "Chronography" (Bản mẫu:Lang-el) trong Corpus Scriptorum Historiae Byzantinae 1836.

Mikhael Glykas (tiếng Hy Lạp: Μιχαὴλ Γλυκᾶς; ? - ?) là sử gia, nhà thần học, nhà toán học, nhà thiên văn và nhà thơ Đông La Mã. Quê quán ở đảo Kérkyra và sinh sống tại kinh thành Constantinopolis vào thế kỷ 12.
Tác phẩm chính của ông là quyển Biên niên sử các sự kiện từ thời kỳ Chúa sáng tạo ra thế giới cho đến cái chết của Alexios I Komnenos (1118). Nó rất ngắn gọn và được viết theo lối văn bình dân, nhiều không gian dành cho các vấn đề thần học và khoa học. Glykas còn là tác giả của nhiều bài luận thần học và một số thư từ về các vấn đề thần học.
Một bài thơ gồm một số câu thơ 15 vần, được sáng tác vào năm 1158/1159 trong thời gian tác giả bị cầm tù vì tội vu khống một người hàng xóm và khiếu nại lên hoàng đế Manouel I, vẫn còn tồn tại và thường được xem là tác phẩm có niên đại đầu tiên của nền văn học Hy Lạp đương đại, vì nó chứa đựng một số tục ngữ nguyên bản. Không ai hiểu rõ bản chất chính xác về hành vi phạm tội của ông mà chỉ biết được là tác giả phải chịu hình phạt chọc mù mắt, không rõ Glykas mất vào lúc nào.